# Services psychiatriques universitaires de Berne
 (janvier 2023).
Si vous disposez d'ouvrages ou d'articles de référence ou si vous connaissez des sites web de qualité traitant du thème abordé ici, merci de compléter l'article en donnant les références utiles à sa vérifiabilité et en les liant à la section « Notes et références ».
Les Services psychiatriques universitaires de Berne (SPU) (allemand : Universitäre Psychiatrische Dienste Bern, UPD) sont une société à but non lucratif qui exploite des cliniques psychiatriques dans le canton de Berne. Son mandat comprend les soins psychiatriques de base pour les adultes, les enfants et les jeunes dans le canton de Berne.

## Description
L'ensemble des services psychiatriques universitaires de Berne (SPU) est le centre de compétences en psychiatrie et psychothérapie du canton de Berne. Il dispense l'ensemble de la chaîne de soins psychiatriques, depuis le dépistage précoce jusqu'à la prise en charge ambulatoire, semi-hospitalière et hospitalière. Il propose également des services de réhabilitation et de réinsertion des personnes atteintes d'une maladie mentale. En tant qu'hôpital universitaire, le SPU apporte une contribution à la prise en charge spécialisée en psychiatrie ainsi qu'à la formation, à la formation continue, à l'enseignement et à la recherche.
Familièrement, le nom Die Waldau, qui remonte à l'asile d'aliénés fondé en 1855, est encore utilisé aujourd'hui pour désigner le SPU, en particulier les bâtiments situés dans le quartier du même nom, à la rue Bolligen.

## Organisation
Le SPU Berne se compose des cliniques et directions suivantes :
- Clinique Universitaire de Psychiatrie et de Psychothérapie
- Clinique Universitaire de Psychiatrie et Psychothérapie de l'Enfant et de l'Adolescent
- Clinique universitaire de gérontopsychiatrie et de psychothérapie
- Centre de réadaptation psychiatrique
- Gestion des sociétés (jusqu'au 31 décembre 2022 Direction des services et des opérations)
- Direction des ressources humaines
- Direction des Finances (depuis le 1er janvier 2023)

Elle exploite plus de vingt sites dans le canton de Berne. Le campus Bolligenstrasse (Waldau) au nord-est de la ville de Berne constitue le cœur de son site historique. 

## Histoire
En 1855, le canton de Berne est le premier canton suisse à se doter d'un hôpital psychiatrique universitaire. L'établissement est nommé « Irren-, Heil- und Pflegeanstalt Waldau ». La ville de Berne a construit l'hôpital sur la commune de Bolligen, en zone agricole, à environ 5 km de centre historique de la ville de Berne. À la suite d'une enquête cantonale sur les besoins non couverts en matière de prise en charge de la maladie mentale et  handicap mental, le bâtiment a été conçu pour recevoir 230 patients. La structure se trouve cependant très rapidement surchargée et le canton se dote de deux hôpitaux psychiatriques publiques supplémentaires, l'un situé à Münsingen (inauguré en 1895) et l'autre à Bellelay (inauguré en 1898).
Les Services psychiatriques universitaires de Berne (SPU) sont nés en 1996 de la fusion de la clinique universitaire de psychiatrie sociale et de la clinique universitaire de psychiatrie ainsi que de l'affiliation de la clinique et de la polyclinique de psychiatrie de l'enfant et de l'adolescent. Aujourd'hui, l'UPD propose une offre complète pour les jeunes et les moins jeunes ainsi que pour les enfants et les jeunes avec plus de 20 sites dans le canton de Berne. À partir du  1er janvier 2017, l'UPD devient une société à but non lucratif.

## Patients célèbres
Les résidents bien connus de la Waldau étaient l'artiste d'art brut Adolf Wölfli (de 1895 à 1930) et les écrivains Hans Morgenthaler (de) (1925), Robert Walser (de 1929 à 1933) et Friedrich Glauser (de 1934 à 1936). Friedrich Glauser y écrit ses trois premiers romans avec la figure littéraire Wachtmeister Studer (de) : Schlumpf Erwin Mord, Die Fieberkurve et Le Royaume de Matto.

## Art brut

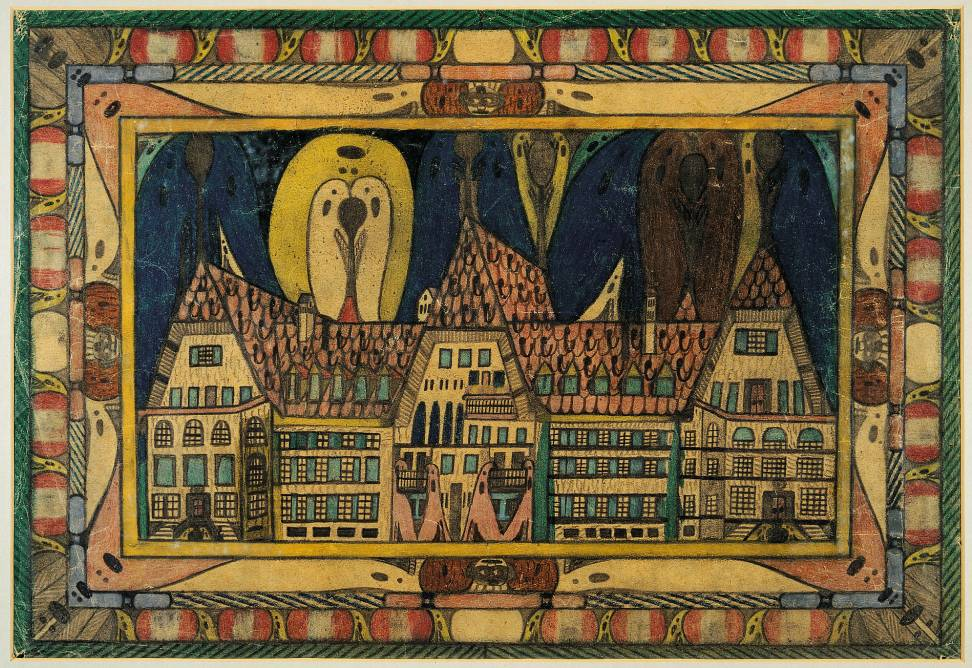
L'hôpital psychiatrique Die Waldau telle que représenté dans un dessin d'Adolf Wölfli (1921)

## Musée suisse de la psychiatrie à Berne
Walter Morgenthaler y est médecin assistant de 1908 à 1910 et médecin-chef de 1913 à 1920. Il a rassemblé des objets et des documents historiques et les a utilisés pour mettre en place une exposition dans deux salles de l'actuelle "Vieille Clinique" (à savoir la clinique construite en 1910-1913), jetant ainsi les bases du Musée suisse de psychiatrie. Il est maintenant situé sur le site de la Bolligenstrasse (Waldau) dans l'ancien "Pfründerhaus" de 1765.

## Agrandissements successifs et changement de nom

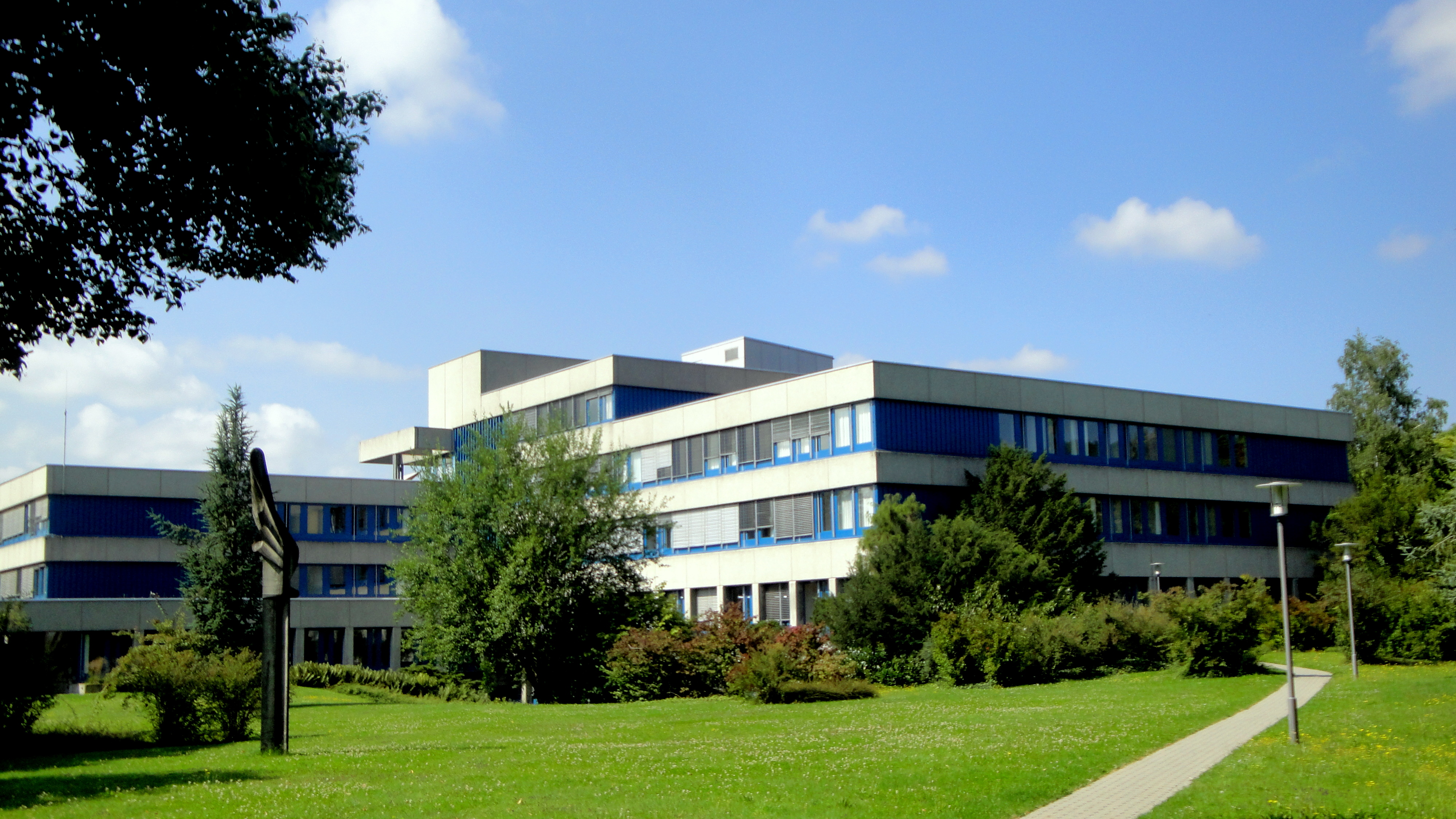
Bern Waldau Aufnahmeklinik